# Низшая Дубечня
Ни́зшая Дубе́чня (укр. Нижча Дубечня) — село, входит в Вышгородский район Киевской области Украины.
Население по переписи 2001 года составляло 1330 человек. Почтовый индекс — 07361. Телефонный код — 4596. Код КОАТУУ — 3221885601.

## Местный совет
07361, Киевская обл., Вышгородский район, с. Низшая Дубечня, просп. Миру 48;

## Галерея

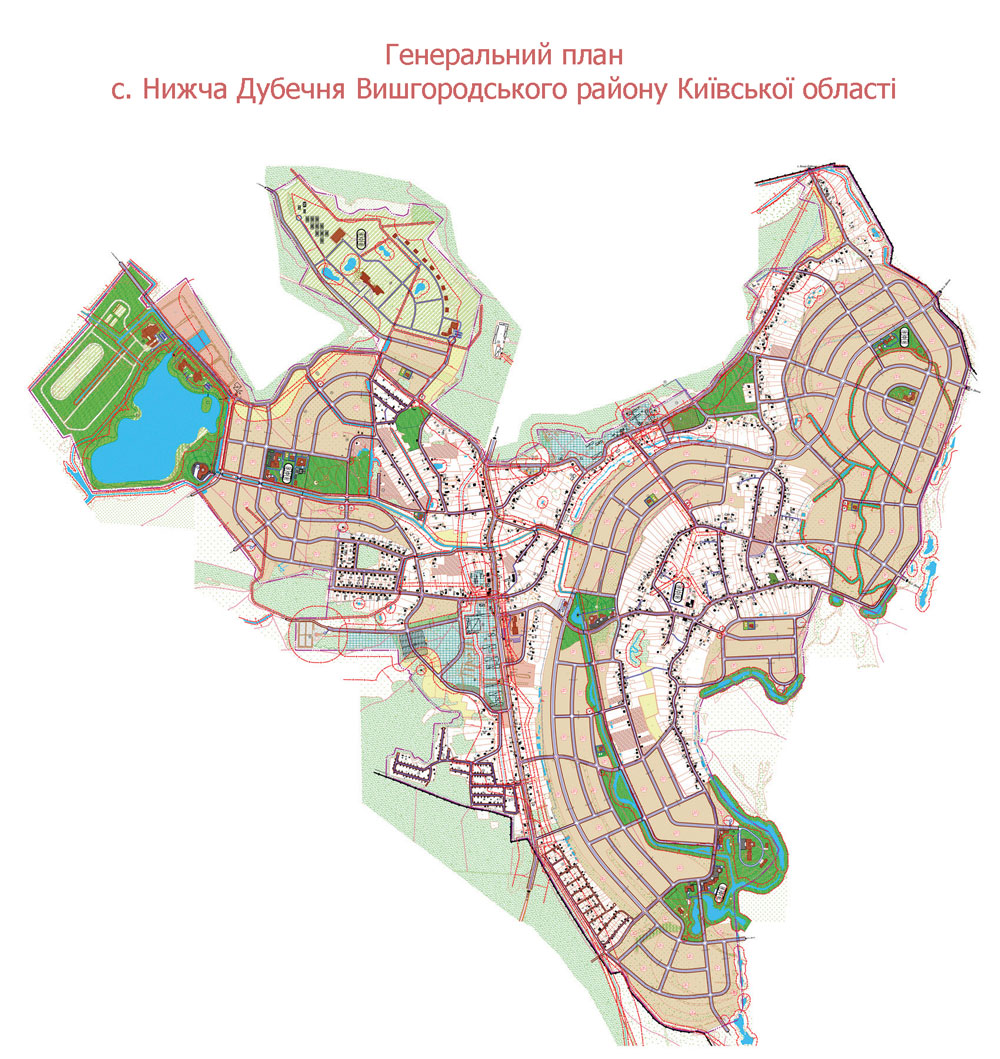
Генеральный план с. Низшая Дубечня Вышгородского района Киевской области
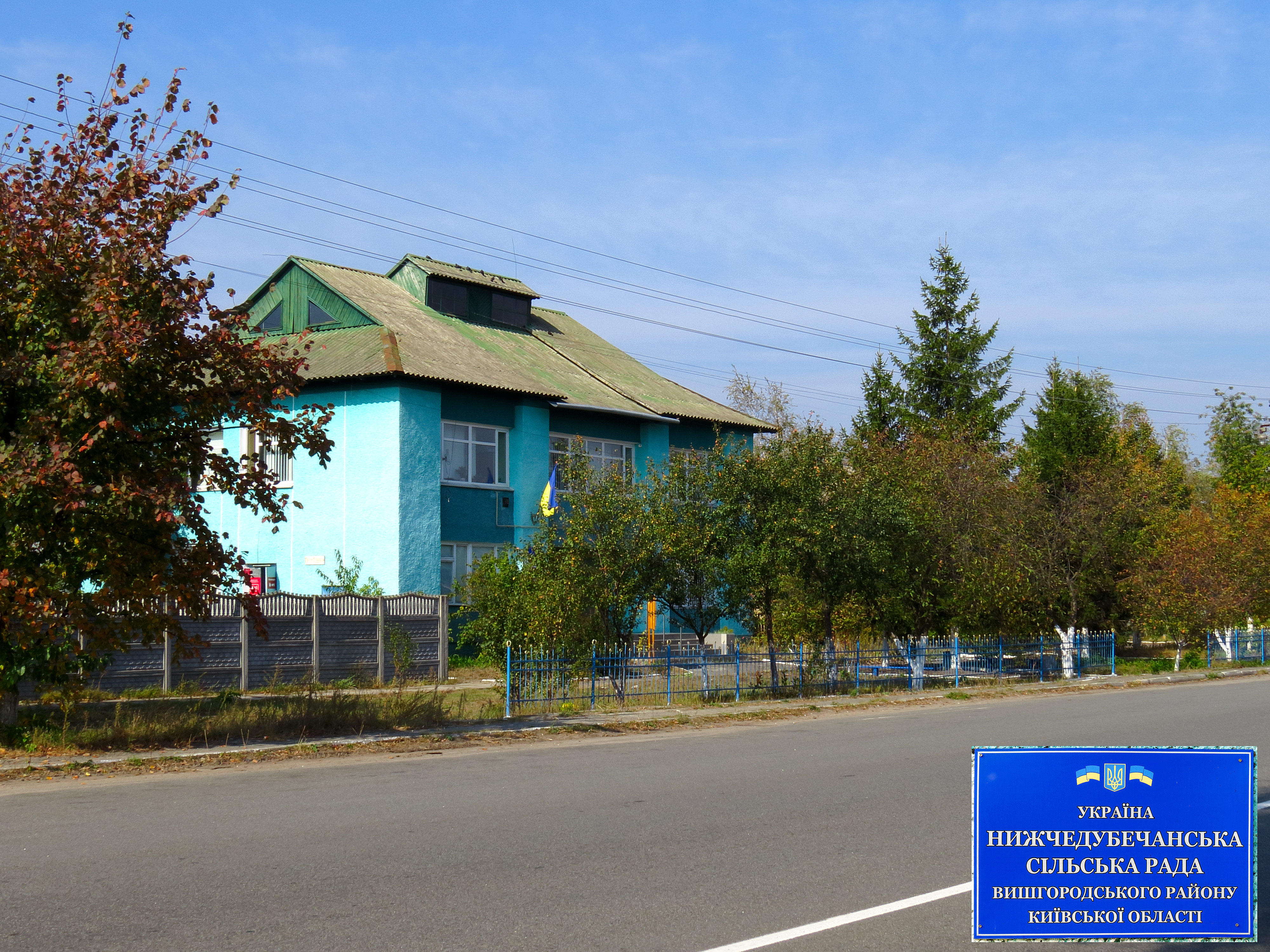
Сельсовет
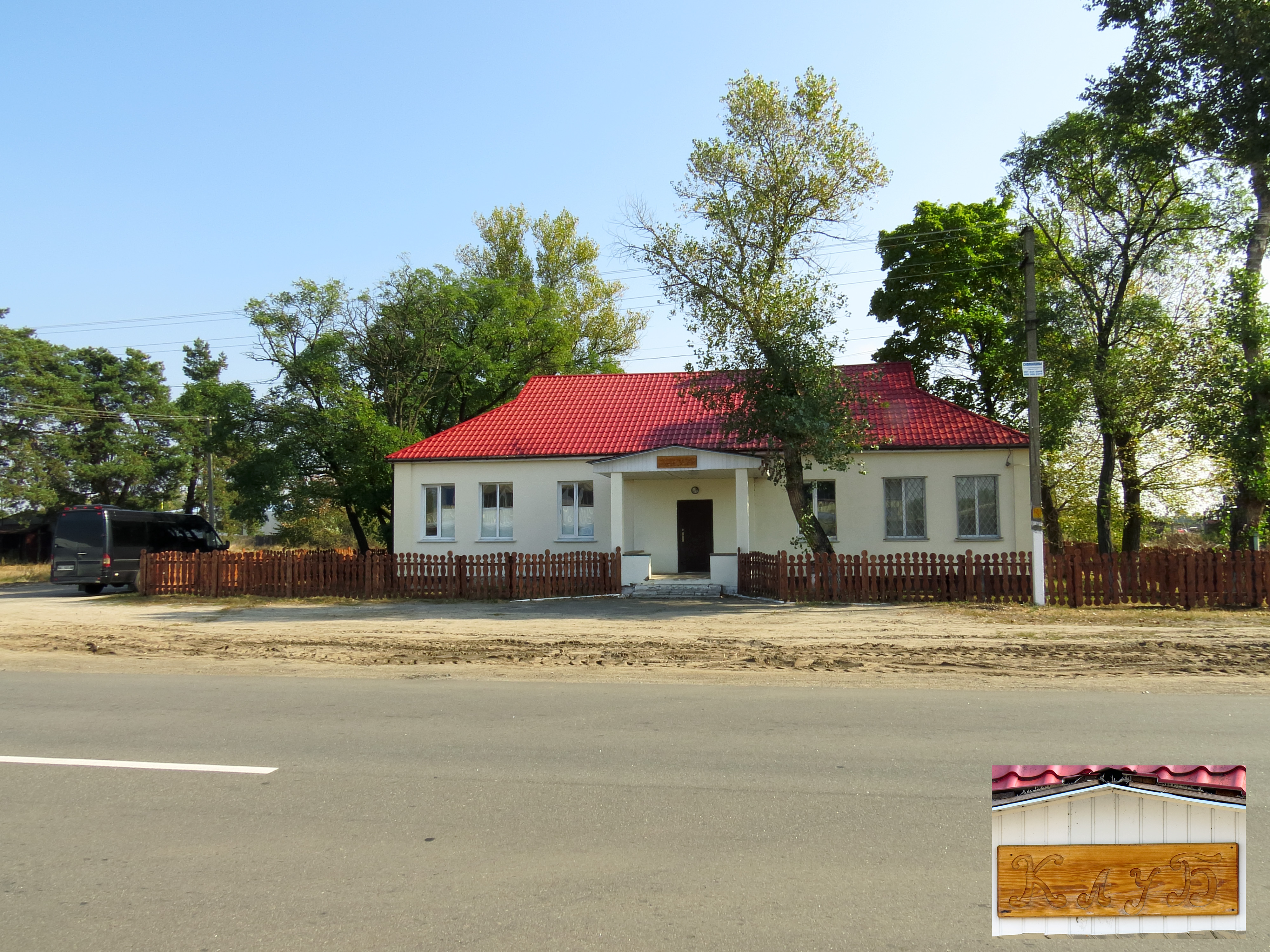
Клуб
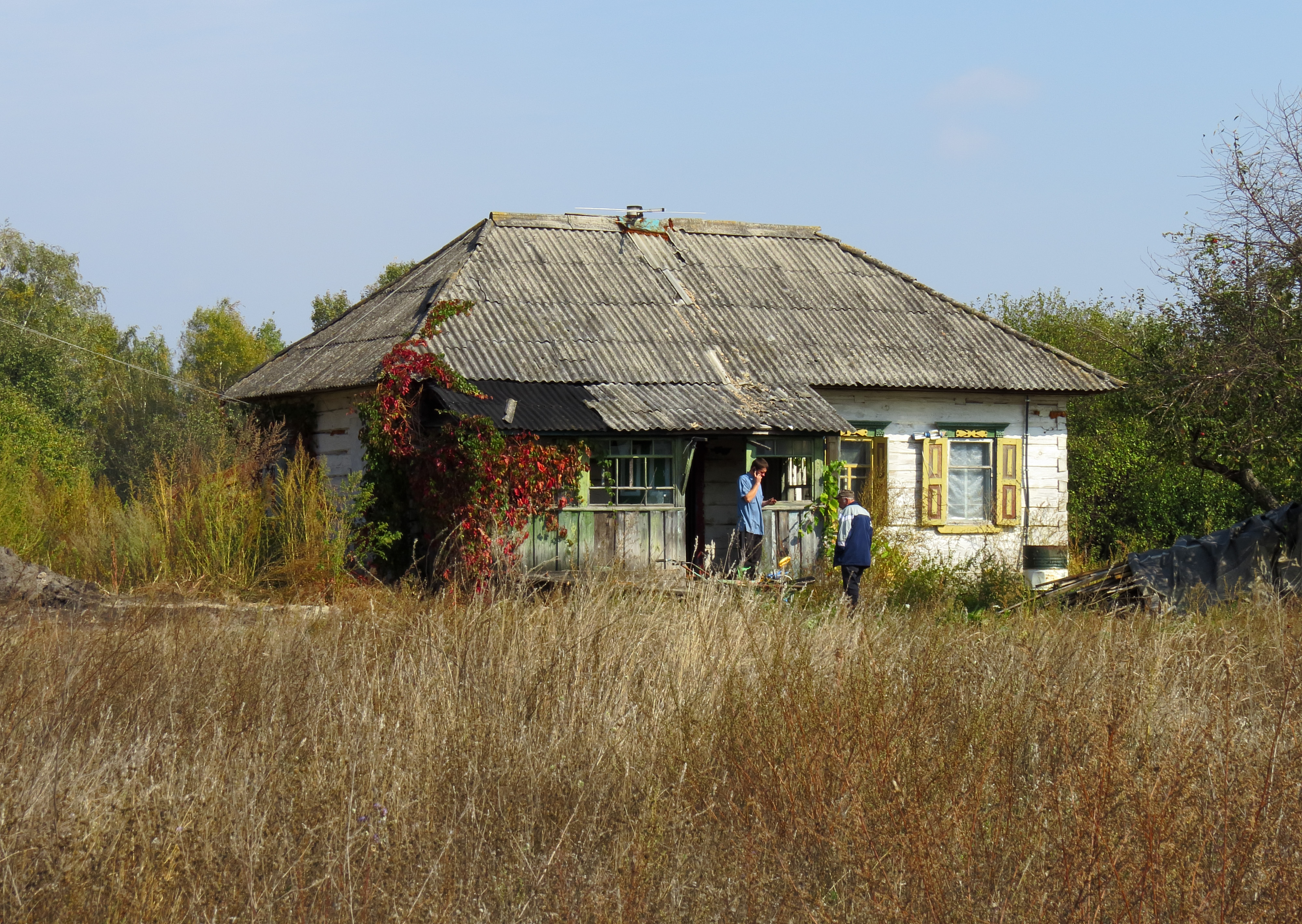
Хата
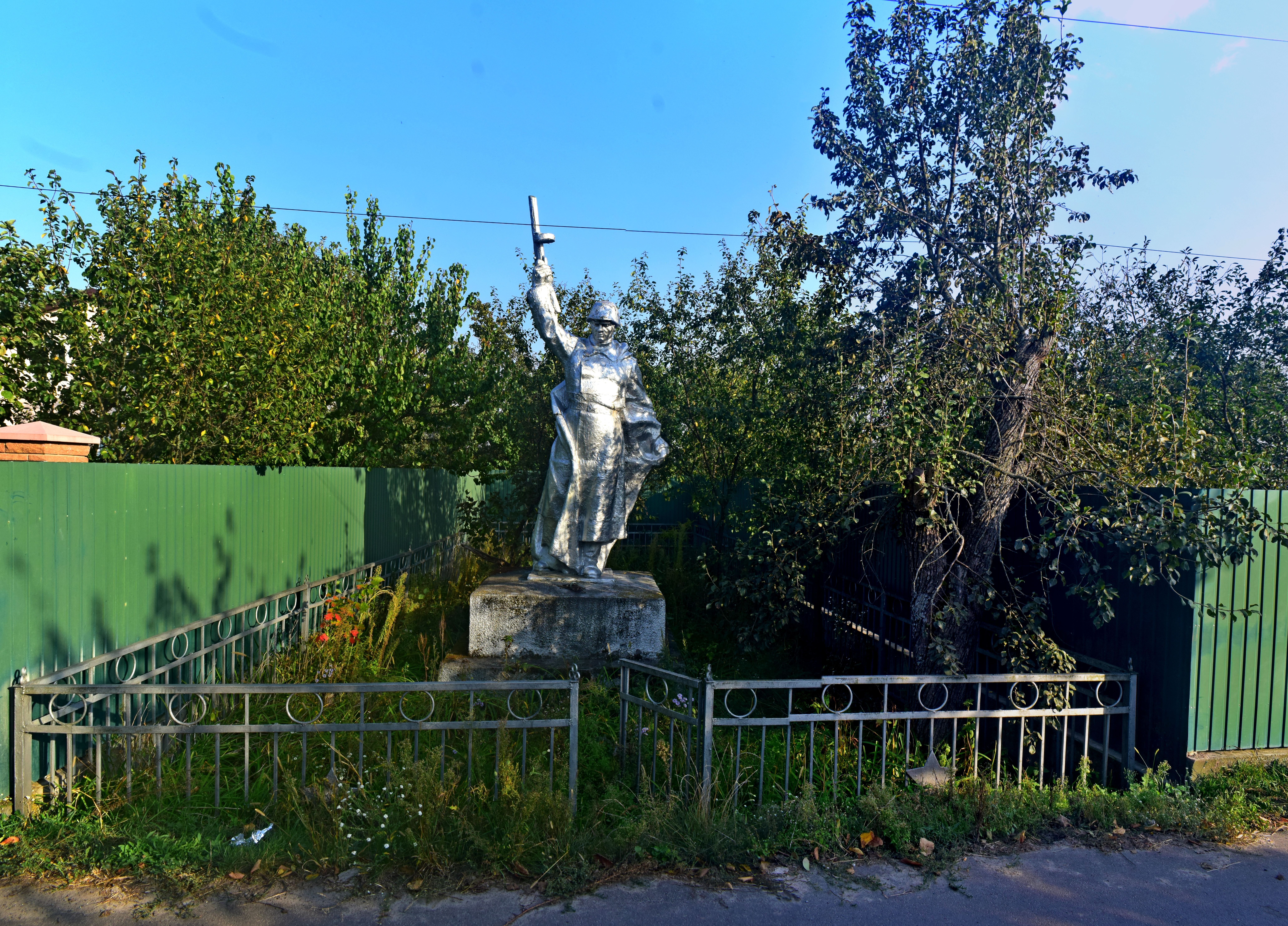
Братская могила советских воинов
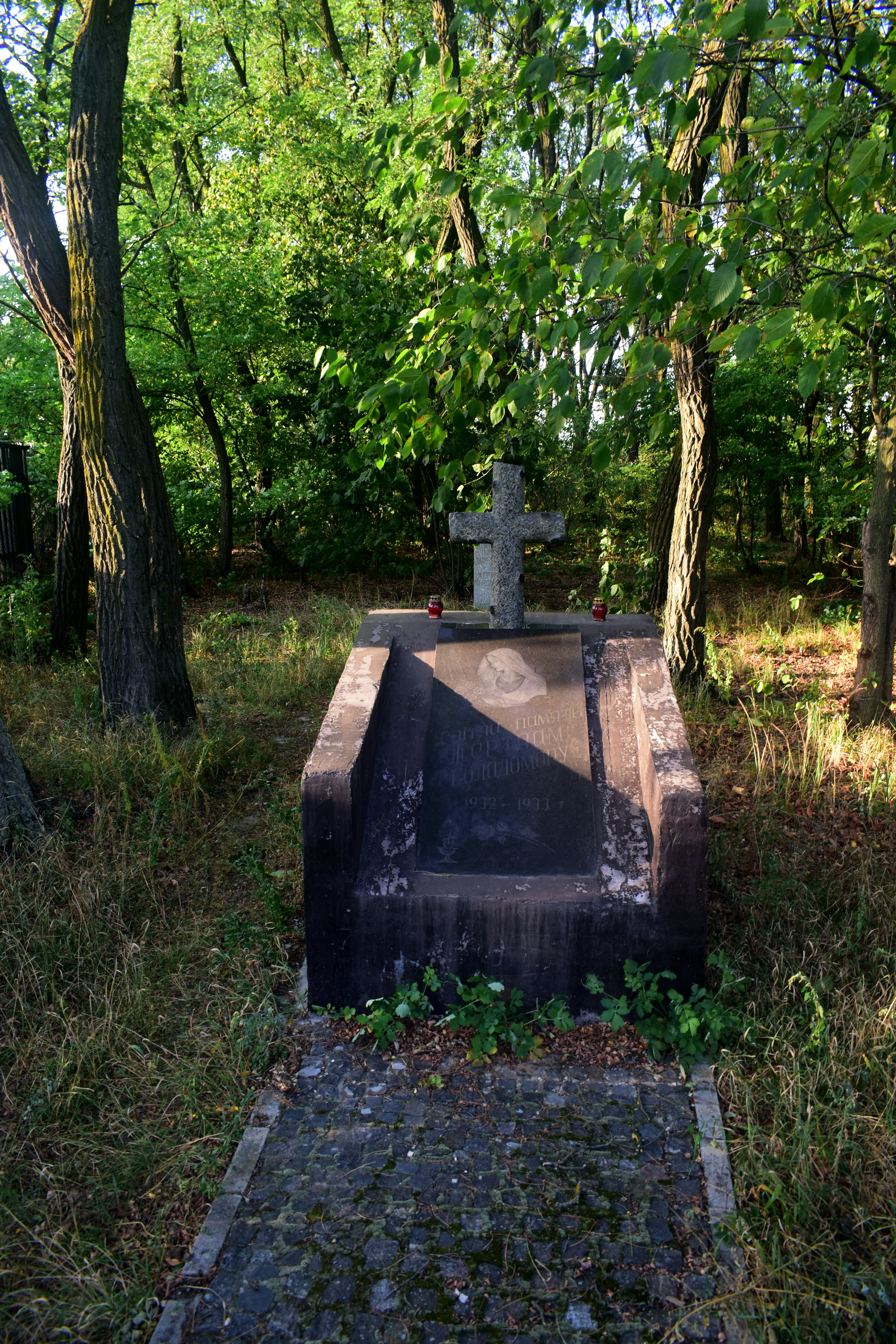
Памятный знак жертвам Голодомора